# Estelle, vévodkyně z Östergötlandu
Princezna Estelle Švédská, vévodkyně z Östergötlandu (Estelle Silvia Ewa Mary; 23. února 2012, Solna) je starší dítě a jediná dcera švédské korunní princezny Viktorie a jejího manžela prince Daniela, vévody z Västergötlandu Je nejstarší vnouče krále Karla XVI. Gustava a je druhá v pořadí následnictví na švédský trůn.

## Narození
Narodila se v 04:26 SEČ 23. února 2012 v univerzitní nemocnici Karolinska v čtvrti Solna ve Stockholmu, při narození měřila 51 cm a vážila 3280 gramů. Téhož dne princezna spolu se svou matkou Viktorií opustily nemocnici a odjely do paláce Haga, kde bydlí.
Princezna byla pokřtěna v úterý 22. května 2012 v královské kapli Stockholmského královského paláce. Jejími kmotry byli: její strýc z matčiny strany, Karel Filip Švédský; její teta z otcovy strany, Anna Westling-Söderström; Vilém-Alexandr Nizozemský, tehdy princ oranžský; Mary Dánská, tehdy korunní princezna (po níž dostala princezna Estelle své čtvrté jméno); a norský korunní princ Haakon .Při této příležitosti obdržela Řád Serafínů.

## Narození podruhé
Princezna Estelle se narodila korunní princezně Viktorii a princi Danielovi v 04:26 SEČ 23. února 2012 ve Fakultní nemocnici Karolinska v Solně. Narození přivítalo dvakrát 21 střel na ostrově Skeppsholmen, naproti Královskému paláci v hlavním městě Stockholmu. Její jména a titul oznámil 24. února 2012 její dědeček král Karel XVI. Gustav na schůzi vlády. Před oficiálním oznámením jejího jména a titulu vedla chyba k tomu, že královský web zobrazoval falešné jméno a titul Ulrika Marianna Annika David - vévodkyně z Upplands Väsby. Chyba byla později odstraněna. Zaměstnanci nakonec odhalili, že chyba nastala kvůli testování systému.

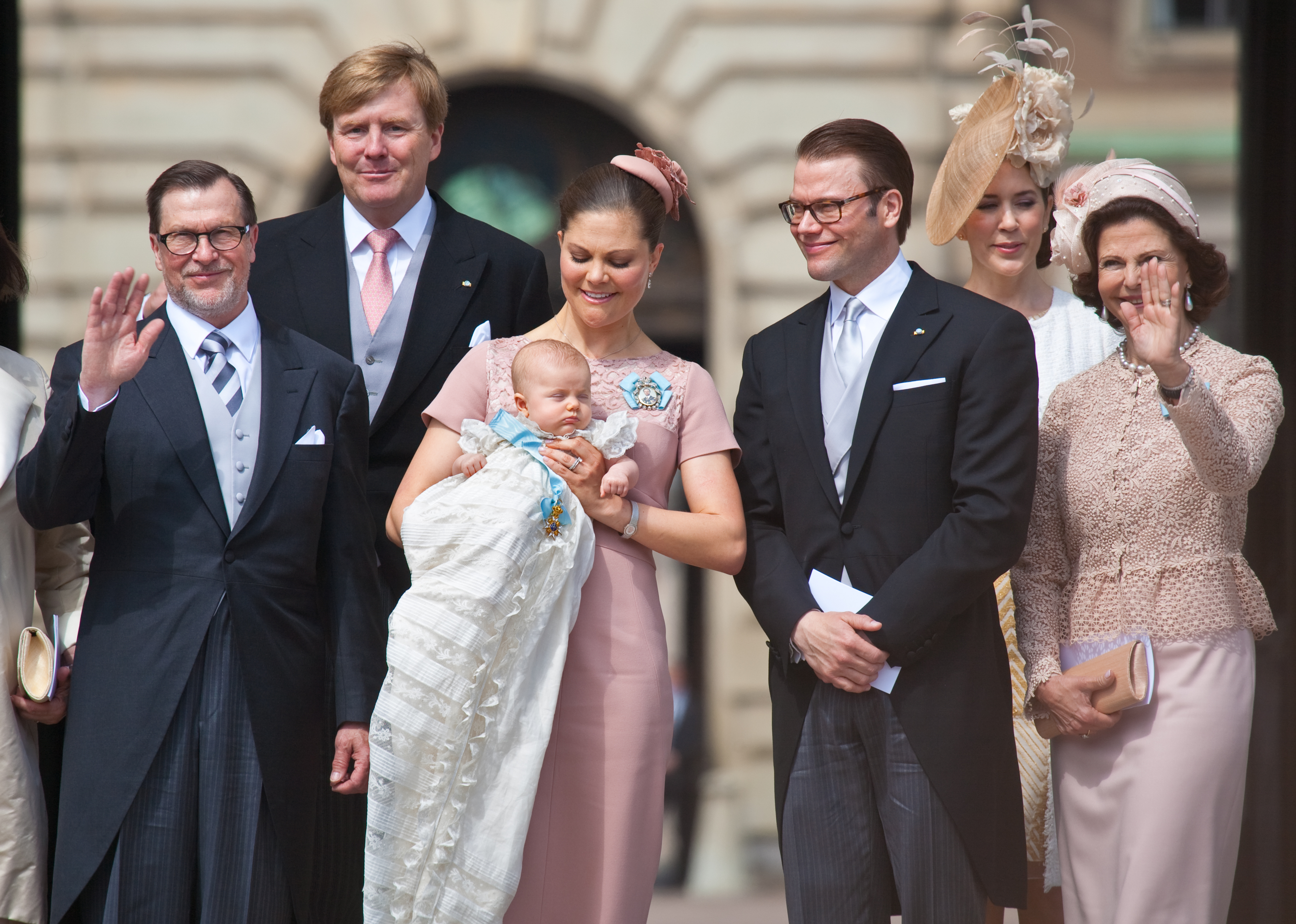
Estelle se svými rodiči, prarodiči a kmotry

Estelle byla pokřtěna 22. května 2012 v Královské kapli Stockholmského paláce ve švédském Stockholmu. Ceremonii vedl arcibiskup Anders Wejryd. Kmotři byli její strýc z matčiny strany, princ Karel Filip Švédský; její teta z otcovy strany, Anna Westling-Söderström; Vilém-Alexandr, tehdejší princ Oranžský; tehdejší korunní princezna Mary z Dánska (po které dostala své čtvrté jméno); a norský korunní princ Haakon. Ke dni křtu byla vydána modlitební kniha limitované edice s názvem Modlitební knížka princezny Estelle (švédsky Prinsessan Estelles bönbok).
Princezna Estelle je druhá v řadě následnictví švédského trůnu a první žena ve švédské historii, která se narodila s právem zdědit korunu, které nelze odebrat narozením mužského dědice, stejně jako první osoba ve švédské historii, která se narodila jako ženská dědička. Jediné dvě švédské princezny, které se narodily první v řadě na trůn, byly při jejich narození předpokládanou dědičkou: Kristina (která se nakonec stala vládnoucí královnou) a Hedvika Žofie (kterou nahradil mladší bratr).

## Vzdělání a královské funkce
Jako druhá v řadě na švédský trůn je princezna Estelle v očích veřejnosti od narození. Dne 17. května 2014 otevřela dvouletá princezna Estelle pohádkovou cestu nazvanou na její počest jako „Pohádková stezka vévodkyně Estelle“ v Tåkern v Östergötlandu. V době křtu jí byla předána miniaturní labuť a certifikát k stezce, který naznačuje, že tam bude v budoucnu vykonávat oficiální závazky. Navštívila také hrad Linköping, kde ji přijala Elisabeth Nilsson, Kristina Zetterström a Ann-Catrine Hjerdt, starostka Linköpingu.
Dne 25. srpna 2014 zahájila princezna Estelle předškolní vzdělávání v mateřské školce Äventyret ve městě Danderyd ve Stockholmu. V srpnu 2018 začala navštěvovat školu Campus Manila.

## Tituly, oslovení, vyznamenání a erb

Erb

Monogram

### Tituly a oslovení
Celý titul Estelle zní: Její královská výsost princezna Estelle Silvia Ewa Mary, vévodkyně z Östergötlandu.

### Vyznamenání
- Švédsko
  - Členka královského Řádu Serafínů (23. února 2012, představena 22. května 2012)
  - Příjemce pamětní medaile rubínového jubilea Jeho Veličenstva krále (15. září 2013)
  - Příjemce pamětní medaile k 70. narozeninám Jeho Veličenstva krále (30. dubna 2016)

## Vývod z předků
|                 |                                 |  |                          |                                       |  |  |  |  |  |  |  | Anders Andersson |
|                 |                                 |  |                          |                                       |  |  |  |  |  |  |  |                  |
|                 | Anders Westling                 |  |                          |                                       |  |  |  |  |  |  |  |                  |
|                 |                                 |  |                          |                                       |  |  |  |  |  |  |  |                  |
|                 |                                 |  |                          | Brita Westlingová                     |  |  |  |  |  |  |  |                  |
|                 |                                 |  |                          |                                       |  |  |  |  |  |  |  |                  |
|                 | Olle Westling                   |  |                          |                                       |  |  |  |  |  |  |  |                  |
|                 |                                 |  |                          |                                       |  |  |  |  |  |  |  |                  |
|                 |                                 |  |                          | Anders Erik Borg                      |  |  |  |  |  |  |  |                  |
|                 |                                 |  |                          |                                       |  |  |  |  |  |  |  |                  |
|                 | Frida Borgová                   |  |                          |                                       |  |  |  |  |  |  |  |                  |
|                 |                                 |  |                          |                                       |  |  |  |  |  |  |  |                  |
|                 |                                 |  |                          | Anna Båthová                          |  |  |  |  |  |  |  |                  |
|                 |                                 |  |                          |                                       |  |  |  |  |  |  |  |                  |
|                 | Daniel Švédský                  |  |                          |                                       |  |  |  |  |  |  |  |                  |
|                 |                                 |  |                          |                                       |  |  |  |  |  |  |  |                  |
|                 |                                 |  |                          | Johan Gregorius Westring              |  |  |  |  |  |  |  |                  |
|                 |                                 |  |                          |                                       |  |  |  |  |  |  |  |                  |
|                 | John Einar Westring             |  |                          |                                       |  |  |  |  |  |  |  |                  |
|                 |                                 |  |                          |                                       |  |  |  |  |  |  |  |                  |
|                 |                                 |  |                          | Anna Samuelsdotter                    |  |  |  |  |  |  |  |                  |
|                 |                                 |  |                          |                                       |  |  |  |  |  |  |  |                  |
|                 | Ewa Westlingová                 |  |                          |                                       |  |  |  |  |  |  |  |                  |
|                 |                                 |  |                          |                                       |  |  |  |  |  |  |  |                  |
|                 |                                 |  |                          | Johan Teodor Hugg                     |  |  |  |  |  |  |  |                  |
|                 |                                 |  |                          |                                       |  |  |  |  |  |  |  |                  |
|                 | Nanny Birgitta Huggová          |  |                          |                                       |  |  |  |  |  |  |  |                  |
|                 |                                 |  |                          |                                       |  |  |  |  |  |  |  |                  |
|                 |                                 |  |                          | Kristina Jonsdotter                   |  |  |  |  |  |  |  |                  |
|                 |                                 |  |                          |                                       |  |  |  |  |  |  |  |                  |
| Estelle Švédská |                                 |  |                          |                                       |  |  |  |  |  |  |  |                  |
|                 |                                 |  |                          |                                       |  |  |  |  |  |  |  |                  |
|                 |                                 |  | Gustav VI. Adolf Švédský |                                       |  |  |  |  |  |  |  |                  |
|                 |                                 |  |                          |                                       |  |  |  |  |  |  |  |                  |
|                 | Gustav Adolf Švédský            |  |                          |                                       |  |  |  |  |  |  |  |                  |
|                 |                                 |  |                          |                                       |  |  |  |  |  |  |  |                  |
|                 |                                 |  |                          | Markéta z Connaughtu                  |  |  |  |  |  |  |  |                  |
|                 |                                 |  |                          |                                       |  |  |  |  |  |  |  |                  |
|                 | Karel XVI. Gustav Švédský       |  |                          |                                       |  |  |  |  |  |  |  |                  |
|                 |                                 |  |                          |                                       |  |  |  |  |  |  |  |                  |
|                 |                                 |  |                          | Karel Eduard Sasko-Kobursko-Gothajský |  |  |  |  |  |  |  |                  |
|                 |                                 |  |                          |                                       |  |  |  |  |  |  |  |                  |
|                 | Sibyla Sasko-Kobursko-Gothajská |  |                          |                                       |  |  |  |  |  |  |  |                  |
|                 |                                 |  |                          |                                       |  |  |  |  |  |  |  |                  |
|                 |                                 |  |                          | Viktorie Adléta Šlesvicko-Holštýnská  |  |  |  |  |  |  |  |                  |
|                 |                                 |  |                          |                                       |  |  |  |  |  |  |  |                  |
|                 | Viktorie Švédská                |  |                          |                                       |  |  |  |  |  |  |  |                  |
|                 |                                 |  |                          |                                       |  |  |  |  |  |  |  |                  |
|                 |                                 |  |                          | Moritz Sommerlat                      |  |  |  |  |  |  |  |                  |
|                 |                                 |  |                          |                                       |  |  |  |  |  |  |  |                  |
|                 | Walther Sommerlath              |  |                          |                                       |  |  |  |  |  |  |  |                  |
|                 |                                 |  |                          |                                       |  |  |  |  |  |  |  |                  |
|                 |                                 |  |                          | Herna Valdauová                       |  |  |  |  |  |  |  |                  |
|                 |                                 |  |                          |                                       |  |  |  |  |  |  |  |                  |
|                 | Silvia Švédská                  |  |                          |                                       |  |  |  |  |  |  |  |                  |
|                 |                                 |  |                          |                                       |  |  |  |  |  |  |  |                  |
|                 |                                 |  |                          | Arthur de Toledo                      |  |  |  |  |  |  |  |                  |
|                 |                                 |  |                          |                                       |  |  |  |  |  |  |  |                  |
|                 | Alice Sommerlathová             |  |                          |                                       |  |  |  |  |  |  |  |                  |
|                 |                                 |  |                          |                                       |  |  |  |  |  |  |  |                  |
|                 |                                 |  |                          | Elisa Novaisová Soaresová             |  |  |  |  |  |  |  |                  |
|                 |                                 |  |                          |                                       |  |  |  |  |  |  |  |                  |